# 移動迷宮：死亡解藥
《移動迷宮：死亡解藥》（英語：Maze Runner: The Death Cure）是一部2018年美國科幻反烏托邦動作驚悚電影，為韋斯·波爾執導，電影改編自詹姆士·達許納的同名小說。本片為2015年電影《移動迷宮：焦土試煉》的續集與「移動迷宮系列電影」的第三部（同時也是最後一部）。由前集演員狄倫·歐布萊恩、凱亞·絲柯黛蘭莉歐、湯瑪士·桑格斯特、李起弘、羅莎·薩拉查、吉安卡洛·伊坡托、艾登·吉倫、巴里·佩珀、威爾·普爾特和派翠西婭·克拉克森繼續擔任主演。
該片由二十世紀福斯發行，原定於2017年2月17日在美國上映，但因歐布萊恩腦震盪骨折的關係而讓製作無限期停拍，使得電影無法在原定日期上映。之後，美國正式上映日改為2018年1月26日。

## 劇情
在《移動迷宮：焦土試煉》後幾個月，湯瑪士、煎鍋及紐特成為了迷宮幽地當中對肆虐全球人口的閃焰症病毒的最後免疫者。他們跟對抗組織「右臂」進行一項救援行動，經過8個月的漫長計畫找到W.I.C.K.E.D.（世界災難殺戮研究署，World In Catastrophe Killzone Experiment Department）押送民豪的裝甲列車，並透過巧妙戰術救出其餘數十名免疫者，然而民豪卻不在該車廂中，而是繼續被押往W.I.C.K.E.D.的基地「末日之都」。此時眾人分成兩派，一派主張前往末日之都救人，另一派主張放棄，直接搭乘改裝完工的貨船「希望號」出海，永遠擺脫W.I.C.K.E.D.。最終湯瑪士等人反對右臂隊長文斯的命令，單獨離開營地前去營救正遭受W.I.C.K.E.D.酷刑折磨的民豪，並希望從他身上找到治癒病毒的方法。
在布蘭達及豪爾赫帶領的小隊趕幫忙之下，他們成功擺脫廢棄隧道內感染閃焰症（Cranks）病毒的喪屍圍攻，抵達末日之都的圍牆外。末日之都設有圍牆，圍牆上有防禦炮，任何人都無法通過，以此保護城市不受閃焰症所影響。圍牆內，城市的繁華與病毒爆發前無異，高楼林立，W.I.C.K.E.D.的總部正位在其中;圍牆外，破爛的小村落聚集了被拒絕入城者組成的鬆散叛軍，此時正發動叛亂以抗議被拒絕入城，許多人無法抵擋城市的大砲而白白送死。當W.I.C.K.E.D.向抗議者開槍時，眾人被城牆監控眼探測到植入的晶片，被一群蒙面的叛亂軍抓到並被帶到藏身處。其中一名蒙面男子是伽利，他在民豪那次襲擊中並沒有死，並成為了亂軍幹部。伽利同意協助眾人營救民豪，隨後帶他們跟叛亂軍領袖勞倫斯見面，在勞倫斯的幫助下，湯瑪士和紐特隨伽利通過秘密入口進入末日之都，並找到泰瑞莎。此時紐特向湯瑪士透露自己已感染了閃焰症病毒，湯瑪士承諾他會得到治癒。伽利告訴湯瑪士他可以帶眾人到W.I.C.K.E.D.的總部，但為了要進入W.I.C.K.E.D.總部，三人必須引誘泰瑞莎出來，捕捉她作為人質掩護。此時她內心仍掙扎著是否幫助民豪，因為她認為犧牲再多人研發解藥都是值得的，自己是為正義而戰。然而此時她卻意外發現被咬過的布蘭達，她沾到湯瑪士血液後居然痊癒，心中懷疑解藥確實存在。
湯瑪士、紐特和伽利護送泰瑞莎到W.I.C.K.E.D.總部，眾人用計偽裝成警衛進入W.I.C.K.E.D.總部，走向免疫部門。伽利照顧著免疫的孩子，並留下來找到一種延緩閃焰症的血清，湯瑪士、紐特和泰瑞莎則去找民豪。但他們的行蹤被詹森發現，在混亂的追逐中，泰瑞莎協助他們逃入高樓層並破壞城牆防禦系統的電腦，並在對湯瑪士進行血液測試後，掩護他們前去營救民豪。同時伽利決定將免疫的孩子和血清交給布蘭達，自己折返回W.I.C.K.E.D.總部找湯瑪士一行人。
湯瑪士與紐特在W.I.C.K.E.D.總部裡的醫療翼跟民豪重聚。泰瑞莎發現湯瑪士的血液帶有閃焰症的抗體，能夠成功治癒閃焰症患者，在與W.I.C.K.E.D.的首領艾娃·佩吉分享了她的發現後，兩人一致同意他們必須找到湯瑪士。布蘭達與免疫兒童的蹤跡被發現，被迫帶著免疫兒童一起逃跑，最後利用吊車逃往牆外，在煎鍋的協助下成功跟免疫兒童一起逃離了W.I.C.K.E.D.總部。與此同時，勞倫斯已在城外聚集叛亂分子，並在城牆上打出一個洞，犧牲自己掩護他的盟友和受感染的人們進攻城市。
伽利找到了湯瑪士、紐特和民豪，但此時紐特病情已進入末期，準備變殭屍，民豪和伽利決定前去布蘭達那裡取得血清，臨行前紐特將一個吊墜交與湯瑪士。與此同時城下亂軍利用防禦系統失效的機會發起最後衝鋒，終於攻入城內大屠殺，城市頓變一片火海。此時泰瑞莎利用擴音機對整座城市廣播，告訴湯瑪士他就是閃焰症病毒的免疫者，他的血清可以治癒喪屍病毒，拯救包含紐特在內的一眾患者，並要求他回到W.I.C.K.E.D.一起拯救全人類。但紐特已在病毒的作用下，逐漸喪失心智而變成喪屍，他與湯瑪士扭打在一起，還拿刀刺傷了湯瑪士。在紐特間斷地恢復意識時，他認為自己已沒有其他選擇，乞求湯瑪士殺掉自己，並在湯瑪士拒絕後自殺。布蘭達隨後拿著解藥趕到，可惜為時已晚。
湯瑪士回到W.I.C.K.E.D.面對艾娃·佩吉，但她遭到受病毒感染的詹森殺害。詹森打算獨佔解藥成為世界之王，擊倒湯瑪士並將其拖進實驗室，過程中與湯瑪士和泰瑞莎激烈戰鬥。詹森向湯瑪士和泰瑞莎表示自己希望藉此治癒他和他認為值得的人，但兩人並不接受他的想法，泰瑞莎將其引入殭屍實驗牢房，讓詹森被喪屍咬死。泰瑞莎與湯瑪士逃到大樓頂層，但此時大樓結構已經不穩且陷入火海，前來營救他們的盟友駕駛的直昇機無法駛近。泰瑞莎把解藥交給湯瑪士後，選擇犧牲自己把湯瑪士送上直昇機，自己隨大樓坍塌而葬身火海......
電影最後，湯瑪士與眾人成功帶著解藥回到港口，搭乘希望號出海，在另一個新天地裡建立家園。

## 演員
| 演員                                   | 角色                   | 備註                                                                 |
| 狄倫·歐布萊恩 Dylan O'Brien            | 湯瑪士 Thomas          | 幽地倖存者 免疫者，現與荷西、「右臂」為同一陣線                      |
| 凱亞·絲柯黛蘭莉歐 Kaya Scodelario      | 泰瑞莎 Teresa          | 幽地倖存者 免疫者。堅持其理念而回歸艾娃麾下                          |
| 湯瑪士·桑格斯特 Thomas Brodie-Sangster | 紐特 Newt              | 幽地倖存者 非免疫者。和湯瑪士、煎鍋共同參與救出民豪的行動            |
| 德克斯特·達登 Dexter Darden            | 煎鍋 Frypan            | 幽地倖存者 免疫者。和湯瑪士、紐特共同參與救出民豪的行動              |
| 娜塔莉·艾曼紐 Nathalie Emmanuel        | 海莉葉 Harriet         | 反抗軍成員 亞里士好友，曾為同個迷宮幽地的倖存者                      |
| 吉安卡洛·伊坡托 Giancarlo Esposito     | 荷西 Jorge             | 集團首領 焦土帶內，以廢工廠為根據地的倖存者集團首領                  |
| 艾登·吉倫 Aidan Gillen                 | 詹森 Janson            | 庇護所負責人 實為艾娃麾下的實驗處幹部                                |
| 華頓·哥金斯 Walton Goggins             | 勞倫斯 Lawrence        | 牆外組織首領 其外貌因遭感染形似狂客                                  |
| 李起弘 Ki Hong Lee                     | 民豪 Minho             | 幽地倖存者 免疫者。因有著強大的抗體，而被W.I.C.K.E.D活捉進行人體實驗 |
| 雅各布·洛夫蘭 Jacob Lofland            | 亞里士·瓊斯 Aris Jones | 庇護所成員 不擅與人相處，和湯瑪士一行人逃出了庇護所                  |
| 凱瑟琳·麥克納馬拉 Katherine McNamara   | 桑雅 Sonya             | 反抗軍成員 和海莉葉、亞里士曾為同個迷宮幽地的倖存者                  |
| 巴里·佩珀 Barry Pepper                 | 文斯 Vince             | 反抗軍「右臂」領袖 群聚山頭，反抗W.I.C.K.E.D勢力的首領               |
| 威爾·普爾特 Will Poulter               | 伽利 Gally             | 幽地倖存者 現為勞倫斯手下做事，曾助湯瑪士等人潛入W.I.C.K.E.D實驗部   |
| 羅莎·薩拉查 Rosa Salazar               | 布蘭達 Brenda          | 荷西副手 跟隨豪爾赫及協助湯瑪士等人前往尋找反抗軍「右臂」            |
| 派翠西婭·克拉克森 Patricia Clarkson    | 艾娃·佩吉 Ava Paige    | 迷宮幽地負責人 災後世界狙殺平臺實驗處處長，W.I.C.K.E.D.實驗領導人    |

## 製作
2015年3月，TS·諾林證實他將繼續擔任《移動迷宮：死亡解藥》的編劇。導演韋斯·波爾表示，如果他回歸執導的話，那電影就不會被分成上下集。2015年9月16日，確認波爾將繼續執導第三集。

### 拍攝
電影正式於2016年3月14日在溫哥華開拍。2016年3月18日，據報導，演員狄倫·歐布萊恩在拍片時受傷而被送往醫院。達許納在Twitter上表示，拍攝會因此延遲。
據透露，監製打算於5月左右恢復拍攝。據加拿大導演協會的製作名單，電影計劃於5月9日再度開拍，預計在7月26日完成。後來，因歐布萊恩的傷勢比想像中嚴重而無限期停拍，使得電影不可能在原來的2017年2月上映，並在2017年3月恢復工作至南非開普敦拍攝。

## 發行
官方將該片排於2017年在2月17日在美國上映。由於狄倫·歐布萊恩的傷勢使得電影可能沒法如期推出。2016年5月27日，二十世紀福斯將上映日延期至2018年1月12日，主要讓歐布萊恩有充足的時間能恢復。8月25日，片商再度將美國上映日延期至2018年1月26日（含3D、2D、IMAX和IMAX 3D）。

### 評價
《移動迷宮：死亡解藥》獲得了褒貶不一的評價。爛番茄根據161條評論，新鮮度持有43%，平均得分5.1 / 10。而在Metacritic上，則獲得了51分。據CinemaScore調查，觀眾的平均評價在A+到F間落於「B+」。

### 票房
北美方面，《移動迷宮：死亡解藥》與廣泛發行的《敵對分子》共同競爭，外界預計於首週末從3786間戲院中獲得約2000萬美元。該片在週四晚間獲得了150萬美元，介於第一集的110萬美元和第二集的170萬美元之間。《移動迷宮：死亡解藥》於首週末共獲得了2420萬美元的票房，這低於前一部電影的票房收入。
在北美發行的前一週，該片就已在韓國、澳大利亞和臺灣先行上映，並在首週共賺了1510萬美元的票房。
台灣方面，首日票房為新台幣1950萬元；首週三天票房為新台幣6515萬元；次週票房累計至新台幣1.25億元；第三週票房累計至新台幣1.52億元；第四週票房累計至新台幣1.66億元；最終全台票房為新台幣1.73億元。
| 上一届： 《野蠻遊戲：瘋狂叢林》 | 2018年美國週末票房冠軍 第4週   | 下一届： 《野蠻遊戲：瘋狂叢林》     |
| 上一届： 《與神同行》           | 2018年台北週末票房冠軍 第3-4週 | 下一届： 《決勝女王》               |
| 上一届： 《玩轉極樂園》         | 2018年香港週末票房冠軍 第4-5週 | 下一届： 《格雷的五十道陰影：自由》 |

## 外部連結
- 互联网电影数据库（IMDb）上《移動迷宮：死亡解藥》的资料（英文）
- Box Office Mojo上《移動迷宮：死亡解藥》的資料（英文）
- 爛番茄上《移動迷宮：死亡解藥》的資料（英文）
- Metacritic上《移動迷宮：死亡解藥》的資料（英文）
- AllMovie上《移動迷宮：死亡解藥》的资料（英文）
- 開眼電影網上《移動迷宮：死亡解藥》的資料（繁體中文）
- Yahoo奇摩電影上《移動迷宮：死亡解藥》的資料（繁體中文）
- 雅虎香港電影上《移動迷宮：死亡解藥》的資料（繁體中文）
- 时光网上《移動迷宮：死亡解藥》的資料（简体中文）
- 豆瓣电影上《移動迷宮：死亡解藥》的資料 （简体中文）